# Józef Urysohn
Józef Urysohn ,także Josel Uryson (ur. 6 stycznia 1871 w Wyłkowyszkach, zm. 23 listopada 1923) – kupiec, fabrykant, działacz syjonistyczny, filantrop

## Życiorys
Był synem Azariela Hersza i Basi z domu Zakheim. Prowadził fabrykę wyrobów wełnianych „Urysohn Bracia M. i J.” przy ul. Piotrkowskiej 42 oraz sklep tekstylno-galanteryjny przy ul. Wschodniej 46 w Łodzi. Należał do komisji  rewizyjnej Łódzkiego Banku Depozytowego, Łódzkiego Żydowskiego Towarzystwa Dobroczynności, zarządu Towarzystwa Żydowskich Szkół Średnich w Łodzi, zarządu synagogi Ohel Jakow w Łodzi. W latach 1917–1919 był radnym Rady Miejskiej w Łodzi, wybranym z ramienia Centralnego Żydowskiego Komitetu Wyborczego. Był wiceprezesem Łódzkiego Komitetu Syjonistycznego i Towarzystwa Miłośników Języka Hebrajskiego „Chowewej Sfas Eiwer” oraz działał w  Towarzystwie Gimnastyczno-Sportowym „Bar - Kochba” oraz Związku „Maagal”, działającym na rzecz kolonizacji Palestyny. Zmarł 23 listopada 1923. Został pochowany na cmentarzu żydowskim przy ul. Brackiej w Łodzi (str. P, kw. A , nr grobu 9). Został ekshumowany 12 grudnia 1927. Jego zwłoki przeniesiono do Palestyny. W miejscu jego pochówku pochowano jego brata Leona Urysohna (1876–1935) – fabrykanta.